# DB 603發動機
戴姆勒-奔馳DB 603發動機是二次大戰期間服役於納粹德國空軍的一款發動機。它屬於液冷型直列式發動機，DB 603其實屬於倒V型引擎12氣缸型DB 601發動機的放大版，其中DB 601是從DB 600開發出來的。DB 603在1942年5月才開始著手進行量產。 DB 603成為數種軍機的發動機來源，其中包括了Do 217 N&M，Do 335戰鬥機，He 219戰鬥機，Me 410戰鬥機與Ta 152C.

## 設計與開發
戴姆勒-奔馳T80是挑戰地表最極速的賽車，主要的設計者為航太工程師Josef Mickl與斐迪南·保時捷並交付給在格蘭披治大賽中德國最頂尖的賽車手漢斯·史托克，並採用DB 603原型發動機。採用純酒精做為燃料並安裝甲醇－水緊急推力裝置使其可以產生達3000hp的動力，在三軸航空動力學的評估之下他們認為T80的極速，在1940年1月的測試可達750 km/h。由於1939年9月二次大戰爆發，T80（暱稱Schwarz Vogel, 黑鳥）無緣締造新紀錄。至於DB 603發動機則改為军機的引擎。

## 各式型號

### 量產型號
- DB 603A於海拔5.7 km高度，使用B4燃料

最大輸出功率：於海平面高度，轉速2700 rpm時；可輸出1287 kW (1750 PS)
作戰輸出功率：於海平面高度，轉速2500 rpm時；可輸出1162 kW (1580 PS)
- DB 603AA DB 603A於海拔7.3高度，使用B4燃料

最大輸出功率：於海平面高度，轉速2700 rpm時；可輸出1228 kW (1670 PS)
作戰輸出功率：於海平面高度，轉速2500 rpm時；可輸出1162 kW (1580 PS)
- DB 603E於海拔7.0 km高度，使用B4燃料

最大輸出功率：於海平面高度，轉速2700 rpm時；可輸出1324 kW (1800 PS)
作戰輸出功率：於海平面高度，轉速2500 rpm時；可輸出1158 kW (1575 PS)

### 各類試驗原型與衍生型號
- DB 603D，一組DB 603A與逆時針迴轉螺旋槳；產量未知
- DB 603F，一組DB 603E與逆時針迴轉螺旋桨；產量未知
- DB 603G（產量取消）

最大輸出功率：於海平面高度，轉速2700 rpm時；可輸出1397 kW (1900 PS)
作戰輸出功率：於海平面高度，轉速2700 rpm時；可輸出1147 kW (1560 PS)
- DB 603L/LA（原型機並配備兩段式機械增壓器，使用B4燃料）

最大輸出功率：可輸出1471 kW (2000 PS)
- DB 603N（原型機並配備兩段式機械增壓器，使用C3燃料）

最大輸出功率：於海平面高度，轉速3000 rpm時；可輸出2059 kW (2800 PS)
巡航輸出功率：於海平面高度，轉速2700 rpm時；可輸出1420 kW (1930 PS)
- DB 603S（DB 603A並配備TK-11渦輪機械增壓器）

最大輸出功率：未知。
- DB 613屬於強化實驗型發動機，兩具DB 603發動機併聯式邊對邊配置，用意要取代先前服役的DB606與DB610發動機。

原型發動機從1940年3月初廠到1943年才宣告服役。
最大輸出功率：未知。
- DB 614 a 2000hp等級發動機發展型
- DB 615併聯式DB 614發動機
- DB 617 A long-range derivative of the DB603
- DB 618併聯式DB 617發動機
- DB 622一組DB 603並配備兩段式機械增壓器與單段式渦輪增壓器。
- DB 623一組DB 603配備雙重型機械增壓器。
- DB 624一組DB 603並配備兩段式機械增壓器與單段式渦輪增壓器。
- DB 626一組DB 603並配備雙重型渦輪增壓器與中冷器。
- DB 627一組DB 603並配備兩段式機械增壓器與後冷器。
- DB 631一組DB 603G並配備三段式機械增壓器，後計畫取消。
- DB 632計畫開發的DB603N並配備反转型螺旋桨。

每家廠商的發動機輸出皆以馬力做為標準。最大輸出功率是指緊急起飛之後的動力（5分鐘之內），作戰輸出功率是指爬升到一定高度可持續30分鐘作戰的動力。

## 应用
- 布洛姆-福斯BV 155
- 布洛姆-福斯BV 238
- Do 217轟炸機
- Do 335戰鬥機
- G.55戰鬥機 - two prototypes flown
- Ta 152戰鬥機
- Heinkel He 177B - prototype aircraft series
- He 219戰鬥機
- Heinkel He 274
- Macchi MC.207 - experimental installation, not flown
- Me 410戰鬥機
- Reggiane Re.2006- experimental installation, not flown

## 主要性能參數（DB 603A）
数据来源 Jane's

### 基本参数
- 型号: 倒V型12缸液冷增壓空用活塞發動機
- 腔径: 162 mm（6.38 in）
- 行程: 180 mm（7.09 in）
- 排量: 44.52 L（2,716.9 in3）
- 长度: 2610.5 mm（102.8 in）
- 直径: 830 mm（32.7 in）
- 干重: 920 kg（2,030 lb）

### 组件
- 机械增压器: 齒輪傳動離心式機械增壓器
- 供油系统: 直接燃料噴射
- 冷却系统: 加壓型水冷系統

### 性能
- 功率输出: 

  - 1,287 kW（1,750 PS）for takeoff
  - 1,111 kW（1,510 PS）maximum continuous
- 功率密度: 26.7 kW/L（0.59 hp/in³）
- 压缩比: 7.5:1 left cylinder bank, 7.3:1 right cylinder bank
- 油料消耗率: 0.288 kg/（kW。h）（0.474 lb/(hp。h）)
- 功率重量比: 1.29 kW/kg（0.79 hp/lb）

### Bibliography
- Gunston, Bill. World Encyclopedia of Aero Engines. Cambridge, England. Patrick Stephens Limited, 1989. ISBN 1-85260-163-9
- Jane's Fighting Aircraft of World War II. London. Studio Editions Ltd, 1989. ISBN 0-517-67964-7
- Neil Gregor Daimler-Benz in the Third Reich. Yale University Press, 1998